# Tobins q
Tobins q är ett mått inom nationalekonomin som infördes av James Tobin. Enligt den så kallade Tobinmodellen finns det ett nära samband mellan aktiemarknaden och investeringsnivån. Tobis q är kvoten mellan marknadsvärdet på en tillgång och återanskaffningspriset  på tillgången Tobins q. Högt Tobins q bör leda till höga investeringar och vice versa.
Logiken i Tobins resonemang är följande:
- Aktiepriset talar om hur mycket marknaden värderar redan installerat kapital i företaget. Hur mycket vinster kapitalet förväntas generera i framtiden.
- Om aktiepriset är högre än inköpspriset för kapital bör företaget investera, annars inte.

Tobins q används inte bara på aktiemarknaden utan också på andra marknader, till exempel bostadsmarknaden.